# Thornhill, West Yorkshire
Thornhill är en ort i distriktet Kirklees, i grevskapet West Yorkshire, i England. Thornhill var en civil parish fram till 1925 när blev den en del av Dewsbury. Denna civil parish hade 11 722 invånare år 1921. Thornhill var ett distrikt från 1894 till 1910. Byn nämndes i Domedagsboken (Domesday Book) år 1086, och kallades då Torni.